# 사브리나 카펜터
사브리나 앤린 카펜터(Sabrina Annlynn Carpenter, 1999년 5월 11일 ~ )는 미국의 가수이자 배우이다. 디즈니 채널 프로그램에 출연하며 처음 이름을 알렸고, 시리즈 《라일리의 세상》(2014년~2017년)에 출연하며 인지도를 쌓았다. 2013년 디즈니 소유의 할리우드 레코드와 계약을 맺고 이듬해 데뷔 싱글 《Can't Blame a Girl for Trying》을 발표했다. 2010년대에 네 장의 정규 앨범 《Eyes Wide Open》 (2015년), 《Evolution》 (2016년), 《Singular: Act I》 (2018년), 《Singular: Act II》 2019년)를 발표했으나 상업적 성공은 크지 않았다. 싱글 〈Alien〉, 〈Almost Love〉, 〈Sue Me〉는 미국 댄스 클럽 송 차트 1위를 기록했다.
2021년 아일랜드 레코드로 이적하여 싱글 〈Skin〉을 발표했고, 이는 첫 미국 《빌보드》 핫 100 차트 진입곡이 되었다. 다섯 번째 정규 앨범 《Emails I Can't Send》(2022년)는 미국 《빌보드》 200 차트에서 카펜터 역사상 최고 순위 앨범이 되었으며, 미국 팝 에어플레이 톱 10 싱글인 〈Nonsense〉와 〈Feather〉가 이를 보조하였다. 2024년에는 테일러 스위프트의 The Eras Tour 오프닝 무대를 맡아 대중적 인지도를 높였다. 정규 6집 《Short n' Sweet》 (2024년)에 앞서 발표된 싱글 〈Espresso〉와 〈Please Please Please〉는 모두 《빌보드》 글로벌 200 차트 1위를 기록했으며, 후자는 카펜터의 첫 《빌보드》 핫 100 1위 곡이 되었다.
음악 활동 와중에도 《베이비시터 대소동》(2016년), 《더 헤이트 유 기브》(2018), 《더 숏 히스토리 오브 더 롱 로드》(2019년), 《클라우즈》(2020년), 《이머전시》(2022년) 등의 영화에 출연했다. 2020년에는 브로드웨이 뮤지컬 《민 걸스》의 주연을 맡았다. 또한 넷플릭스 작품 《톨 걸》(2019년), 《톨 걸 2》(2022년), 《워크 잇》(2020년)에 출연했으며, 마지막 작품에서는 제작 총괄을 맡기도 했다.

## 어린 시절
사브리나 앤린 카펜터는 1999년 5월 11일 펜실베이니아주 콰커타운에서 데이비드와 엘리자베스 카펜터의 딸로 태어났으며, 이스트그린빌에서 자랐다. 그의 이모는 배우 낸시 카트라이트이다. 세 명의 언니가 있으며 홈스쿨링을 받았다. 약 10살 무렵부터 유튜브에 크리스티나 아길레라와 아델의 노래를 부르는 영상을 올리기 시작했다. 아버지는 음악에 대한 그의 열정을 키우기 위해 녹음 스튜디오를 만들어주었다. 2009년, 마일리 사이러스가 주최한 노래 경연 대회인 "넥스트 마일리 사이러스 프로젝트"에서 3위를 차지했다.

## 경력

### 2011~2017년: 디즈니를 통한 돌파구와 초기 음악 활동

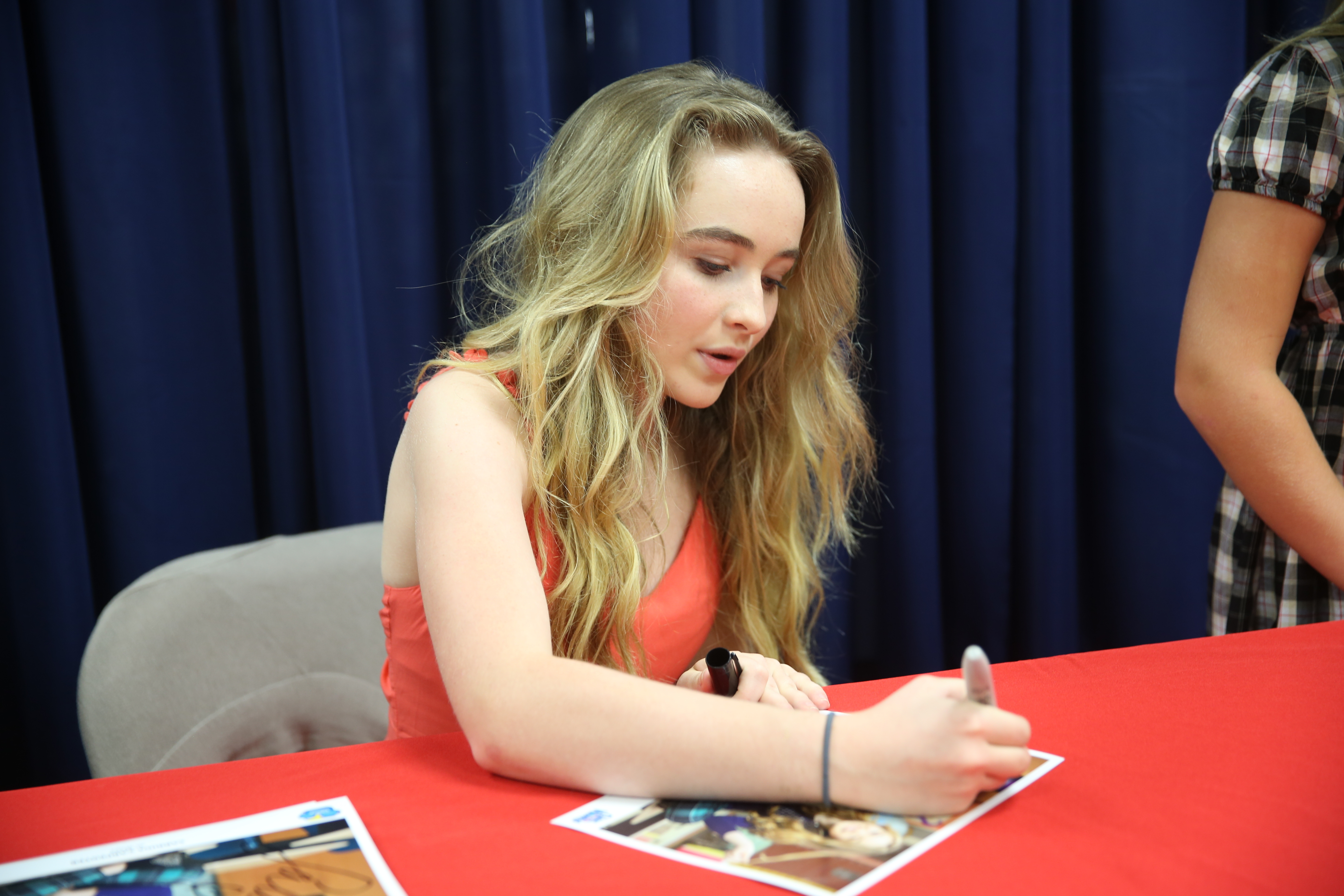
2014년 노스캐롤라이나주 헤이블록의 해병대 항공기지 체리 포인트에서 사인회를 하는 카펜터

카펜터의 첫 연기 역할은 2011년 NBC 드라마 시리즈 《성범죄수사대: SVU》의 게스트 출연이었다. 같은 시기에 그는 중국 후난 방송국의 "골드 망고 관객 페스티벌" 프로그램에 참가해 〈Something's Got a Hold on Me〉를 불렀다. 2012년 여름, 카펜터는 폭스의 시트콤 《더 굿윈 게임즈》에서 다회 출연했다. 영화 《혼스》(2013년)에 출연했고, 《디즈니 페어리즈》 영화 시리즈에서 영감을 받은 컴필레이션 앨범 《Disney Fairies: Faith, Trust, and Pixie Dust》에서 "Smile"을 녹음했다. 이 노래는 라디오 디즈니 차트에 올랐다. 그는 《리틀 프린세스 소피아 》에서 비비안 공주 역할로 다회 출연했으며, 애리얼 윈터와 함께 "All You Need"라는 노래를 불렀다.
2013년 1월, 카펜터는 《보이 미트 월드》의 스핀오프인 디즈니 채널 시리즈 《라일리의 세상》에서 마야 하트 역으로 캐스팅되었다. 이 쇼는 총 72편으로 구성되었으며 2017년 1월 20일에 종영되었다. 카펜터는 공동 주연인 로언 블랜처드와 함께 쇼의 주제가를 녹음했다. 2014년 이전에 카펜터는 당시 디즈니 소유의 할리우드 레코드와 5개 앨범 계약을 체결했다. 2014년 3월, 카펜터는 메건 트레이너와 공동 작곡한 데뷔 싱글 "Can't Blame a Girl for Trying"을 발표했다. 이 싱글은 긍정적인 평가를 받았고, 2014년 4월에 발매된 같은 제목의 데뷔 EP의 타이틀곡이 되었다. 2014년 7월, 카펜터는 디즈니 채널 서클 오브 스타즈의 〈Do You Want to Build a Snowman?〉 커버 버전에서 리드 보컬을 맡았다. 그는 2014년 8월에 개봉한 디즈니 채널 영화 《완벽남의 조건》의 사운드트랙 〈Stand Out〉을 녹음했다. 같은 해에 첫 크리스마스 싱글 "Silver Nights"를 발표했다.
2015년 1월, 카펜터는 "We'll Be the Stars"를 발표했다. 이 곡은 2015년 4월 14일에 발매되어 빌보드 200 차트에서 43위를 기록한 그녀의 데뷔 스튜디오 앨범 《Eyes Wide Open》의 선행 싱글이었다. 이 앨범은 주로 팝 포크 요소가 가미된 틴 팝 앨범이다. 빌보드에 따르면, 첫 주에 12,000장 이상 판매되었다. 발매 즉시 이 앨범은 긍정적인 평가를 받았고 두 개의 라디오 디즈니 뮤직 어워드를 수상했다. 앨범에 이어 두 번째 싱글 "Eyes Wide Open"이 발표되었다. 8월에 카펜터는 D23 엑스포에서 공연했다. 12월에는 두 번째 크리스마스 싱글 "Christmas The Whole Year Round"를 발표했다.

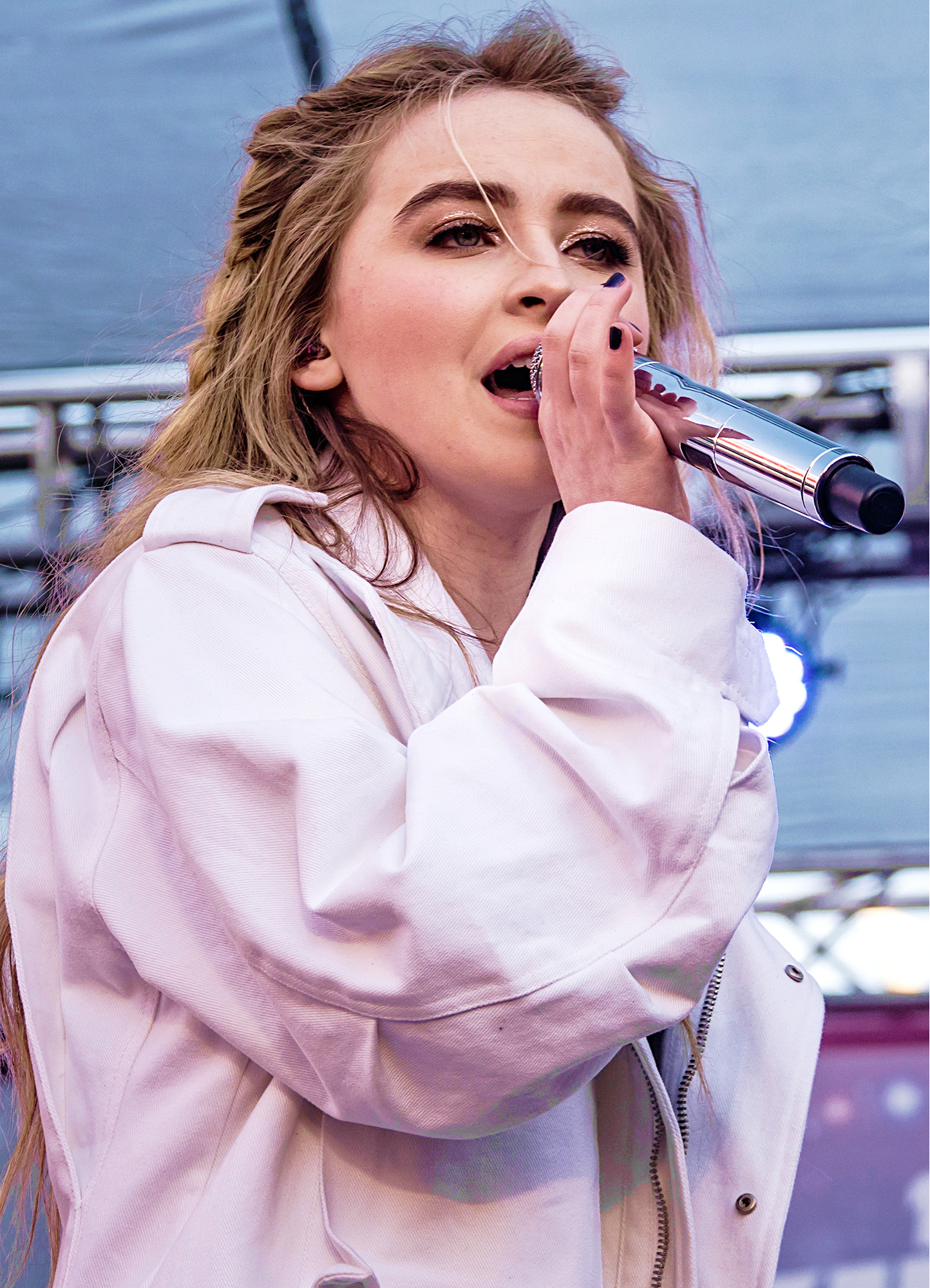
2016년 로스앤젤레스 크립토닷컴 아레나에서 열린 징글 볼에서 라이브 공연 중인 카펜터

2016년 2월, 카펜터는 독립 싱글 "Smoke and Fire"를 발표했다. 그는 2016 라디오 디즈니 뮤직 어워드에서 이 노래를 공연했다. 2016년 6월, 카펜터는 소피아 카슨과 함께 디즈니 채널 오리지널 영화 《베이비시터 대소동》(2016년)에 주연으로 출연했다. 이 영화를 위해 두 사람은 함께 주제곡 "Wildside"를 불렀다. 같은 해 말, 그녀는 패서디나 플레이하우스의 《피터 팬과 팅커벨: 해적의 크리스마스》 공연에 출연했다. 8월에는 베들레헴의 뮤직페스트 페스티벌에서 헤드라이너로 공연했다. 《마일로 머피의 법칙》에서는 멜리사 체이스의 목소리를 연기하기 시작했다.
2016년 10월, 카펜터는 두 번째 스튜디오 앨범 《Evolution》을 발표했다. 이 앨범은 빌보드 200 차트에서 28위로 데뷔했으며, 첫 주에 13,000장이 판매되었다. 앨범에서는 "On Purpose"와 "Thumbs" 두 개의 싱글이 발매되었는데, 전자는 라디오 디즈니 뮤직 어워드에 후보로 올랐고, 후자는 빌보드의 버블링 언더 핫 100 차트에서 1위를 기록했으며 이후 미국 음반 산업 협회(RIAA)로부터 플래티넘 인증을 받았다. 앨범에서는 "All We Have Is Love"와 "Run and Hide" 두 개의 프로모션 싱글도 발표되었다. 카펜터는 《투데이 쇼》와 《더 레이트 레이트 쇼 위드 제임스 코든》에서 "Thumbs" 공연했다. 2016년 가을에는 그녀의 첫 번째 단독 콘서트 투어인 에볼루션 투어를 시작했다.
2017년 3월, 카펜터는 디즈니 채널 쇼 《앤디 맥》의 주제곡을 공연했다. 5월에는 더 뱀프스와 마이크 페리의 싱글 "Hands"에 참여했다. 7월에는 싱글 "Why"를 발표했는데, 이 노래는 긍정적인 평가를 받았으며 빌보드 버블링 언더 핫 100 차트에서 21위를 기록하며 그녀의 두 번째 차트 진입곡이 되었다. 이 노래는 라디오 디즈니 뮤직 어워드에 노미네이트되었다. 그해 여름, 카펜터는 두 번째 단독 콘서트 투어인 디투어를 시작했다. 상파울루에서 아리아나 그란데의 댄저러스 우먼 투어의 오프닝 무대를 장식했다.
12월에는 "Have Yourself a Merry Little Christmas" 커버를 발표했다. 같은 해에 "Sign of the Times"와 "You're a Mean One, Mr. Grinch" 의 커버 버전을 각각 영국 가수 재스민 톰프슨, 바이올리니스트 린지 스털링과 함께 발표했다.

### 2018~2020년:Singular와 영화 활동

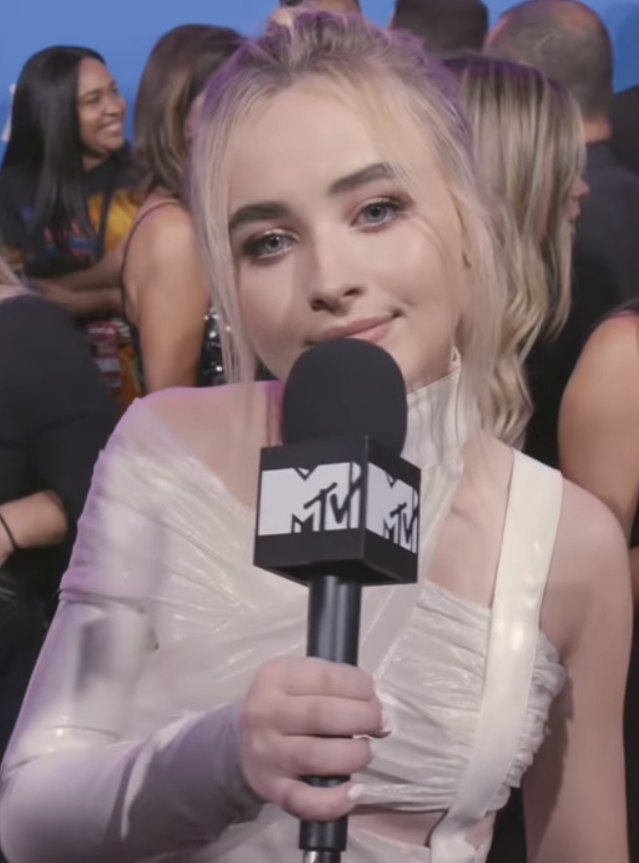
2018년 MTV 비디오 뮤직 어워드에 참석한 카펜터

2018년 3월, 카펜터는 조너스 블루의 노래 〈Alien〉에 참여했다. 이 노래는 미국 댄스 클럽 송 차트에서 1위를, 미국 댄스/일렉트로닉 송 차트에서 12위를 기록했다. 두 사람은 《지미 키멀 라이브!》에서 이 노래를 공연했다. 5월에는 《나일론》 매거진의 "세상을 바꾸는 25명의 Z세대"에 포함되었다. 9월에는 동명 소설을 원작으로 한 영화 《더 헤이트 유 기브》에 출연했다.
2018년 11월 9일, 카펜터는 긍정적인 평가를 받은 세 번째 스튜디오 앨범 《Singular: Act I》을 발표했다. 원래 하나의 앨범으로 발매될 예정이었으나, 카펜터는 이를 두 개의 액트로 나누어 두 번째 액트를 2019년 초에 발매하기로 발표했다. 이 앨범에서는 〈Almost Love〉와 〈Sue Me〉 두 개의 싱글이 발매되었으며, 둘 다 미국 댄스 클럽 송 차트 1위를 기록했다. 앨범에 앞서 두 개의 프로모션 싱글 "Paris"와 "Bad Time"이 발표되었다. 카펜터는 《투데이 쇼》와 《라이브! 위드 켈리 앤드 마이클》에서 앨범을 홍보했다.
2019년 3월, 카펜터는 세 번째 단독 콘서트 투어인 싱귤러 투어를 시작했다. 같은 달, 카펜터는 파루코와 함께 앨런 워커의 싱글 "On My Way"에 참여했다. 2019년 6월에는 드라마 영화 《더 숏 히스토리 오브 더 롱 로드》에 주연으로 출연했다. 이 영화는 트라이베카 영화제에서 세계 최초로 상영되었으며 필름라이즈가 배급하였다. 영화는 긍정적인 평가를 받았으며, 특히 카펜터의 연기가 호평을 받았다.
2019년 7월 19일, 카펜터는 네 번째 스튜디오 앨범 《Singular: Act II》를 발표했다. 이 앨범은 발매 즉시 긍정적인 평가를 받았으며, 카펜터가 이전 작품들보다 더 개인적인 주제들을 탐구한 것으로 평가되었다. 여기에는 불안과 자아성찰 같은 주제들이 포함되었다. 앨범에서는 "Pushing 20", "Exhale", "In My Bed" 세 개의 싱글이 발표되었다. 앨범 홍보를 위해 《굿 모닝 아메리카》의 여름 콘서트 시리즈에서 공연했고, 앨범 발매에 앞서 프로모션 싱글 "I'm Fakin"을 발표했다. 2019년 9월, 카펜터는 넷플릭스 영화 《톨 걸》에 출연했다. 《The Distance From Me to You》의 각색 작품에 캐스팅되었다.
2020년 2월, 카펜터는 "Honeymoon Fades"라는 R&B 싱글을 발표했으며, 이는 비평가들로부터 긍정적인 평가를 받았다. 한 달 후, 《민 걸스》로 브로드웨이에 데뷔했다. 그러나 코로나19 팬데믹으로 인해 브로드웨이가 폐쇄되면서 공연은 중순에 중단되었다. 2021년 1월 7일, 브로드웨이 극장들이 재개장해도 이 공연은 재개하지 않을 것이라고 발표되었다. 2020년 5월, ABC 방송의 특별 프로그램 《디즈니 패밀리 싱얼롱 볼륨 II》에서 〈Your Mother and Mine〉을 공연했다. 《Royalties》에서 다회 출연했으며, 사운드트랙으로 〈Perfect Song〉을 녹음했다.
2020년 7월, 카펜터는 그가 주연과 제작 총괄을 맡은 넷플릭스 영화 《워크 잇》에 삽입되는 싱글 "Let Me Move You"를 발표했다. 그가 맡은 역할은 대체로 긍정적인 평가를 받았다. 영화 사운드트랙에는 자라 라르손의 〈Wow〉가 포함되었고, 카펜터는 그해 9월에 발표된 이 노래의 리믹스 버전에 참여했다. 10월에는 잭 소비에크의 생애를 바탕으로 한 디즈니+ 영화 《클라우즈》에 주연으로 출연했다. 그는 이 영화의 사운드트랙에도 참여했다. 2020년 12월, 카펜터는 포브스의 30 언더 30 리스트 할리우드 및 엔터테인먼트 부문에 선정되었다.

### 2021년~현재:Emails I Can't Send와Short n' Sweet

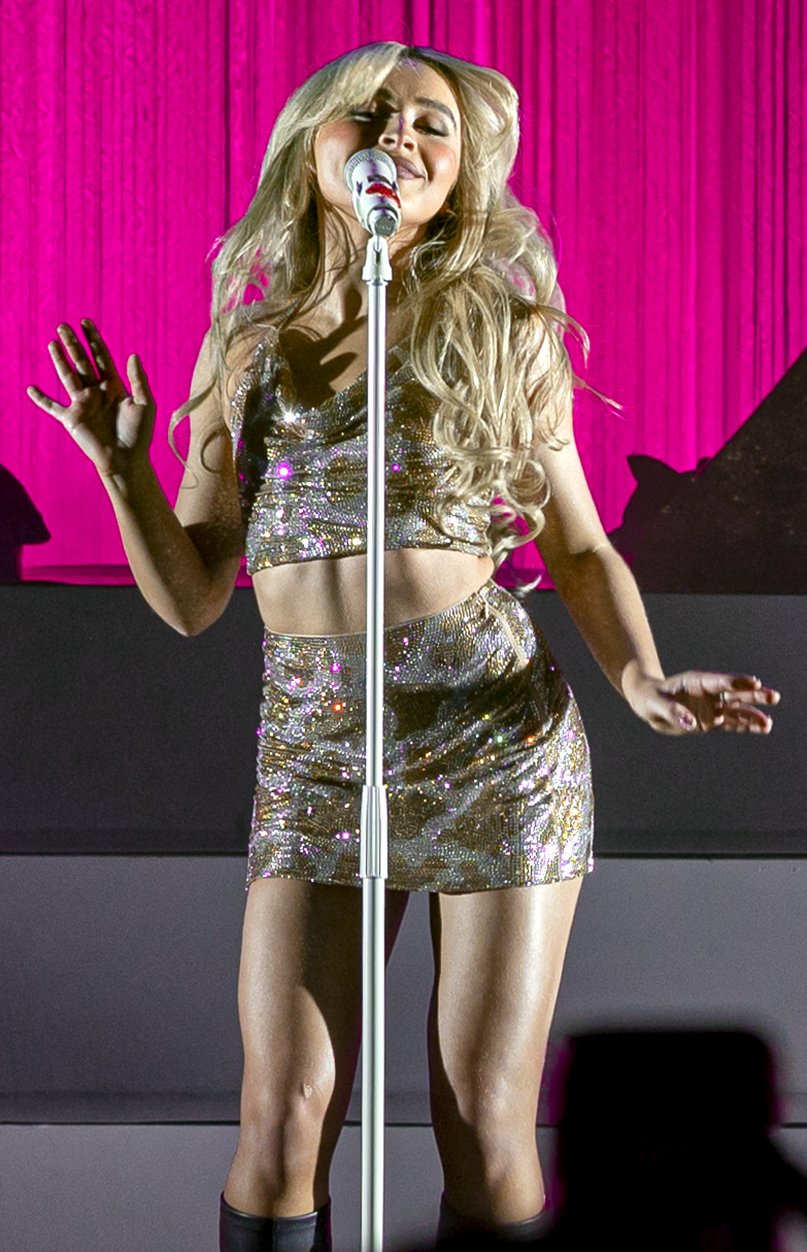
2022년 이메일즈 아이 캔트 센드 투어에서 공연 중인 카펜터

2021년 1월, 카펜터는 유니버설 뮤직 그룹의 아일랜드 레코드와 계약을 체결했다고 발표했다. 새 레코드 레이블 하에서의 첫 싱글은 2021년 1월 22일에 발매된 〈Skin〉이었다. 이 노래는 빌보드 핫 100 차트에서 48위로 데뷔하며 첫 차트 진입을 기록했다. 또한 빌보드 글로벌 200 차트에서 첫 톱 40 히트곡이 되었다. 카펜터는 이 노래를 《더 레이트 레이트 쇼 위드 제임스 코든》와 제32회 연례 GLAAD 미디어 어워드에서 공연했다. 2021년 9월, 그녀는 프라임 비디오의 특별 프로그램 《Savage X Fenty Show》 볼륨 3에 출연했다. 2021년 9월 9일, 카펜터는 당시 예정된 다섯 번째 스튜디오 앨범의 선행 싱글 "Skinny Dipping"을 발표했다. 2022년 2월 18일에는 후속 싱글 "Fast Times"를 발표했다. 같은 달 《톨 걸 2》에 출연했다. 2022년 5월, 카펜터는 그해 1월 2022년 선댄스 영화제에서 첫 상영된 아마존 스튜디오의 코미디-드라마 스릴러 영화 《이머전시》에 출연했다.
2022년 7월 15일, 카펜터는 다섯 번째 스튜디오 앨범 Emails I Can't Send 를 발표했다. 이 앨범은 18,000 앨범 등가 유닛을 판매하며 빌보드 200 차트에서 23위로 데뷔 및 최고 순위를 기록했고, 이는 그의 최고 차트 진입 기록이 되었다. 앨범은 싱글 "Vicious"와 〈Nonsense〉로 추가 홍보하였다. 〈Nonsense〉는 핫 100 차트에서 56위까지 올랐고, RIAA로부터 플래티넘 인증을 받았으며, 미국 팝 에어플레이 차트에서 톱 10에 진입했다. 2022년 8월, 카펜터는 그해 9월부터 시작된 Emails I Can't Send 투어를 발표했다.
2023년 3월, 카펜터는 Emails I Can't Send 의 디럭스 에디션을 발표했다. 보너스 트랙 중 하나인 "Feather"가 2023년 8월 앨범의 마지막 싱글로 발매되었다. 이 곡은 미국 팝 송 차트에서 1위를, 핫 100 차트에서 21위를 기록하며 두 차트에서 그의 최고 순위 곡이 되었다. 그는 2023년 MTV 비디오 뮤직 어워드 프리쇼와 딕 클라크의 뉴 이어스 로킨 이브 2023에서 이 노래를 공연했다. 2023년 10월, 이 노래의 뮤직비디오가 공개되었는데, 뉴욕 브루클린의 성모 마리아 가톨릭 교회에서 촬영된 영상으로 인해 양극화된 반응을 얻었다. 카펜터는 이 논란에 대해 사전 허가를 받았다고 말하며 "예수도 목수였다"(Jesus was a carpenter)고 덧붙였다.
2023년 6월, 카펜터가 2023년과 2024년 동안 테일러 스위프트의 에라스 투어의 라틴 아메리카, 호주, 싱가포르 공연에서 오프닝 무대를 맡게 될 것이라고 발표되었다. 카펜터는 스위프트의 2012년 곡 〈I Knew You Were Trouble〉의 커버를 스포티파이 스페셜로 발표하며 스위프트의 오프닝을 맡는 것이 "어린 시절 꿈이 이루어진 것"이라고 말했다. 카펜터는 에라스 투어에서의 경험을 "이전에 경험해보지 못한 관객"이라고 묘사했다. 2023년 11월 17일, 카펜터는 1년 전 발표된 〈A Nonsense Christmas〉를 포함한 크리스마스 테마의 EP Fruitcake 를 발표했다. 2024년 3월, 카펜터는 노르웨이 싱어송라이터 걸 인 레드의 싱글 "You Need Me Now?"에 참여했다. 2024년 4월 11일, 카펜터는 싱글 "Espresso"를 발표했다. 다음 날, 그는 발표된 라인업의 일부로 제23회 코첼라 밸리 뮤직 앤드 아츠 페스티벌에서 공연했다. 〈Espresso〉는 핫 100 차트에서 3위까지 오르며 카펜터 경력 최초의 톱 10 싱글이 되었다. 이 싱글은 2024년 8월 23일 발매 예정인 여섯 번째 스튜디오 앨범 Short n' Sweet 에 수록될 예정이다. 6월에는 앨범의 두 번째 싱글 "Please Please Please"가 미국 빌보드 핫 100 차트에서 2위로 데뷔했고, 두 번째 주에 카펜터의 첫 빌보드 1위 곡이 되었다.

## 예술성

### 음악 스타일
초기 경력에서 카펜터는 "틴 팝" 가수로 묘사되었다. 이후 그는 팝 음악을 받아들이기 시작했으며, I.D.의 배리 피어스는 Emails I Can't Send 발매 이후 그가 "완전한 팝스타의 타이틀을 정당하게 주장할 수 있게 되었다."고 언급했다. 카펜터는 디즈니 스타에서의 전환이 어려웠다고 느꼈으며, 피어스는 그 이후 그가 자신의 작업에 대해 더 많은 자율성을 갖게 되었다고 지적했다. 카펜터는 보그와의 인터뷰에서 "이전의 음악은 당시 진정성 있다고 느끼지 않았던 자신의 한 측면을 보여주었다."고 말했다. 그의 무대 존재감 또한 호평을 받았는데, 보그의 첼시 사라비아는 "아티스트이자 퍼포머로서, [카펜터]는 인간 표현의 모든 범위를 마치 그 자체가 하나의 악기인 것처럼 다룬다."고 언급했다.
카펜터의 앨범들은 포크 팝, 어쿠스틱, 컨트리, 일렉트로팝, 하우스 음악의 요소를 포함하고 있다. Singular: Act I 이후의 앨범들은 댄스 팝, 트랩, 힙합, R&B 같은 스타일을 탐구했다. 자신의 사운드에 대해 카펜터는 "모든 것의 요소들"이 있다고 언급했다. 아메리칸 송라이터의 알렉스 호퍼는 스토리텔링을 카펜터 노래의 모티프로 지적했다. 카펜터의 음역대는 소프라노로 묘사되어 왔다.

### 음악적 영향
카펜터는 R&B를 자신의 작업에 자주 영향을 미치는 장르로 꼽았다. 그는 크리스티나 아길레라와 리한나를 가장 큰 음악적 영향을 준 인물로 언급했다. 카펜터는 아길레라의 2002년 곡 〈Beautiful〉이 "자신만의 목소리를 보여주고 발전시키는 데 도움을 주었다"고 말했으며, 아길레라의 보컬을 영감의 원천으로 꼽았다. 또한 아레사 프랭클린, 휘트니 휴스턴, 에타 제임스를 초기의 음악적 영향을 준 인물로 언급했고, 테일러 스위프트와 로드를 자신의 작곡에 영향을 준 인물로 꼽았다. 그는 스위프트의 라이브 공연과 직업 윤리가 자신에게 영감을 주었다고 밝혔다.

## 사생활
2020년부터 2021년까지 카펜터는 배우 조슈아 바셋과 연인 관계였다. 2023년 말부터는 아일랜드 배우 배리 키오건과 교제 중이다.

## 음반 목록

### 정규 앨범
- 《Eyes Wide Open》 (2015)
- 《Evolution》 (2016)
- 《Singular: Act I》 (2018)
- 《Singular: Act II》 (2019)
- 《Emails I Can't Send》 (2022)
- 《Short n' Sweet》 (2024)
- 《Man's Best Friend》 (2025)

### EP
- 《Can't Blame a Girl for Trying》 (2014)
- 《Fruitcake》 (2023)

## 출연작 목록

### TV 드라마
| 연도    | 제목                   | 원제                              | 배역        | 비고                                            |
| ------- | ---------------------- | --------------------------------- | ----------- | ----------------------------------------------- |
| 2011    | 성범죄수사대: SVU      | Law & Order: Special Victims Unit | 폴라        | "Possessed" 에피소드 출연                       |
| 2013    | 굿윈 게임스            | The Goodwin Games                 | 클로이 굿윈 | 5회분 출연 베키 뉴턴 아역                       |
| 2013    | 오렌지 이즈 더 뉴 블랙 | Orange Is the New Black           | 제시카 웨지 | 시즌1 〈빌어먹을 추수감사절〉편 출연            |
| 2013    | 오스틴 & 앨리          | Austin & Ally                     | 루시        | "Moon Week & Mentors" 에피소드 출연             |
| 2014-17 | 라일리의 세상          | Girl Meets World                  | 마야 하트   | 주연                                            |
| 2016    | 워크 더 프랭크         | Walk the Prank                    | 본인        | "Adventures in Babysitting" 에피소드 출연       |
| 2017    | 소이 루나              | Soy Luna                          | 본인        | 2회분 출연                                      |
| 2020    | 펑크드                 | Punk'd                            | 본인        | "Rat Trap with Sabrina Carpenter" 에피소드 출연 |
| 2020    | 로열티스               | Royalties                         | 베일리 루지 | 2회분 출연                                      |

### TV 애니메이션
| 연도      | 제목                 | 원제                           | 배역          | 비고                                            |
| --------- | -------------------- | ------------------------------ | ------------- | ----------------------------------------------- |
| 2012      | 피니와 퍼브          | Phineas and Ferb               | 여자아이      | "What a Croc!", "Ferb TV" 에피소드 출연         |
| 2013-18   | 리틀 프린세스 소피아 | Sofia the First                | 비비언 공주   | 13회분 출연                                     |
| 2016      | 완다가 간다          | Wander Over Yonder             | 멜로디        | "The Legend" 에피소드 출연                      |
| 2016-현재 | 마일로 머피의 법칙   | Milo Murphy's Law              | 멜리사 체이스 |                                                 |
| 2018      | 미키와 카레이서 클럽 | Mickey and the Roadster Racers | 니나 글리터   | "Super-Charged: Pop Star Helpers" 에피소드 출연 |

### 영화
| 연도 | 제목                | 원제                               | 배역          | 비고                       |
| ---- | ------------------- | ---------------------------------- | ------------- | -------------------------- |
| 2012 | 걸리버 퀸           | Gulliver Quinn                     | 아이리스      | TV 영화                    |
| 2012 | 언프로페셔널        | The Unprofessional                 | 하퍼          | TV 영화                    |
| 2012 | 누브즈              | Noobz                              | 브리트니      |                            |
| 2013 | 혼스                | Horns                              | 메린          | 주노 템플 아역             |
| 2016 | 베이비시터 어드벤처 | Adventures in Babysitting          | 제니 파커     | 디즈니 채널 오리지널 영화  |
| 2018 | 더 헤이트 유 기브   | The Hate U Give                    | 헤일리        |                            |
| 2019 | 긴 길의 짧은 역사   | The Short History of the Long Road | 놀라          |                            |
| 2019 | 톨 걸               | Tall Girl                          | 하퍼 크레이먼 | 넷플릭스 오리지널 영화     |
| 2020 | 워크 잇             | Work It                            | 퀸 애커먼     |                            |
| 2020 | 클라우즈            | Clouds                             | 새미 브라운   | 디즈니플러스 오리지널 영화 |

## 주해
1. ↑  2024년 현재 영화는 개봉되지 않았다.[74]